# Cratere Martynov
Martynov  è un cratere sulla superficie di Marte.